# René Dasen
Pour les articles homonymes, voir Dasen.
René Dasen, né à Échallens le 9 mai 1917, décédé à Lausanne le 27 février 1989, est un journaliste et critique de cinéma suisse.

## Biographie
Après des études de droit à l’Université de Lausanne, il s'engage comme secrétaire juridique au CICR pendant la Seconde Guerre mondiale. Ensuite, René Dasen consacre très vite sa vie professionnelle à sa passion du septième art. Il est l’un des membres fondateurs de la Cinémathèque suisse. Avec sept amis épris comme lui de cinéma, il crée en 1946 le Ciné-Club de Lausanne dans le but de promouvoir la culture cinématographique et de récupérer le Schweizer Film Archiv de Bâle. Avec le soutien du syndic de Lausanne, Pierre Graber, la municipalité de Lausanne accepte d’accueillir les archives du film.
Raymond Beck, Jean Borel, Claude Emery, René Favre, Albert Gonthier, Marcel Lavanchy, Albert Mermoud et Jean-Pierre Vouga s’associent à René Dasen pour créer le 3 novembre 1948 une association qui prend le nom de Cinémathèque suisse,. Freddy Buache en devient le directeur en 1951. Marié à Carmen Dasen, cantatrice, père de Martine Dasen, libraire (1962-1995) et de Véronique Dasen, professeure d'archéologie classique à l'Université de Fribourg.

## Publications
Les chroniques et articles de René Dasen s’échelonnent sur plus de 40 ans. Il commence sa carrière de journaliste et critique de cinéma dans les années 1940. Très vite, ses articles sont remarqués pour leur originalité alliée à un style clair et concis d’une grande finesse, souvent teintée d’humour. Sa première critique sort en 1941 dans la revue Suisse contemporaine. Elle porte sur le film d’Orson Welles, Citizen Kane, sorti dans l’indifférence générale par la critique internationale, qu’il salue comme un chef-d’œuvre. Il écrit dans de nombreux journaux, assurant, entre autres, dès 1949 la chronique Cinéma dans les Cahiers de Pour l’Art, dirigé par René Berger, Servir, Suisse contemporaine, Vie, art et cité, L’Illustré, L’Écho, La Nouvelle Revue de Lausanne et 24 Heures.

## Émissions de radio
Dans les années 1960, alors que son ami Benjamin Romieux crée l’émission Discanalyse, il travaille régulièrement à la Radio suisse romande pour l’émission Ciné-magazine, lancée par Raymond Colbert.

## Enseignement
Il enseigne l’histoire du cinéma à l’Université populaire de Lausanne entre 1953 et 1958.

## ACSR et autres positions
René Dasen œuvre à promouvoir et défendre le septième art en occupant différentes positions, tout d’abord comme secrétaire et juriste de l’ACSR, l’Association cinématographique Suisse romande (1951-1984), gérant les intérêts des exploitants de salles et des distributeurs de films. Président de l’Association de la presse cinématographique suisse (1954-1972), Président de la Critique cinématographique internationale (1956-1957), membre de la Chambre Suisse du cinéma, membre de la Commission fédérale du cinéma (1955-1972), il est aussi membre de la Commission du contrôle des films du canton de Vaud, Membre de la Commission des programmes de la Société de radiodiffusion et de la Télévision suisse romande.
Il participe comme membre du jury à de nombreux festivals cinématographiques, en particulier au premier Festival de Cannes en 1947, Berlin en 1955, Venise en 1956, Acapulco en 1957. Dès les années 1950, il participe régulièrement au Festival de Locarno.

## Autres activités
Parmi ses amis dans le milieu cinématographique, Oumarou Ganda, cinéaste nigérien, tourne en 1980 une partie de son dernier film L’Exilé à Lausanne ; Carmen Dasen y joue le rôle de la femme de l’ambassadeur.